# Embalse de Linares

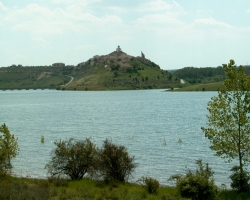
Vista de Maderuelo con el embalse de Linares en primer plano.

El pantano de Linares, está situado en el término municipal de Maderuelo, provincia de Segovia, al pie de la sierra de Ayllón, perteneciente a la cuenca del río Duero, ríos Riaza y Aguisejo (afluente del anterior), en la comarca de Ayllón. 

## Localización
Junto al Ferrocarril directo Madrid-Burgos, la carretera CL-144, la estación de Maderuelo-Linares, la carretera CL-114 y núcleo urbano de Maderuelo.
- Coordenadas: 41°30'33"N 3°32'7"W
- El código postal de Embalse de Linares en Segovia es el 40554.

## Construcción
El pantano, inaugurado en 1951, cubrió el pueblo de Linares del Arroyo, cuyos restos, especialmente del campanario de la iglesia de San Juan Bautista, son visibles cuando el nivel del agua embalsada es bajo. La obra supuso el agrupamiento de modo que la población fue trasplantada al cercano término municipal de La Vid en la provincia de Burgos. El Instituto Nacional de Colonización adquirió la finca de La Vid y Guma y construyó 56 casas para los colonos procedentes de Linares. Por este motivo se denomina "Colonia de Linares de la Vid"  en la pedanía de Guma.

## Datos técnicos
Presa de gravedad, capacidad de 58 hm³, ocupa una superficie de 473 ha, agua embalsada (media 9 años): 20 hm³

## Refugio de rapaces
El Refugio de Rapaces de Montejo, dentro del parque natural de las Hoces del río Riaza, fue uno de los primeros espacios naturales protegidos de la España de los setenta y ha sido ampliamente reconocido tanto a nivel nacional como internacional por la importancia que tiene para las aves. Su creación fue promovida por una serie de naturalistas, entre los que destaca Félix Rodríguez de la Fuente, que denominaba la zona como “la ciudad lejana y misteriosa de los buitres”.[cita requerida] El Refugio de Rapaces de Montejo comprende en realidad dos Refugios de Fauna limítrofes. El de Montejo propiamente dicho y el del embalse de Linares del Arroyo, de 315 hectáreas, situado en el término municipal de Maderuelo y comprende las propiedades de la Confederación Hidrográfica del Duero, entidad que lo administra.
El objetivo básico del Refugio, de acuerdo con Adena, es el de “Promover un desarrollo sostenible del entorno, compatibilizando la conservación de la naturaleza con el mantenimiento de las prácticas tradicionales de la zona” [cita requerida]y esto ha derivado en una serie de líneas específicas de actuación dirigidas a la conservación de las especies en peligro, la investigación sobre el hábitat de estos, etc.

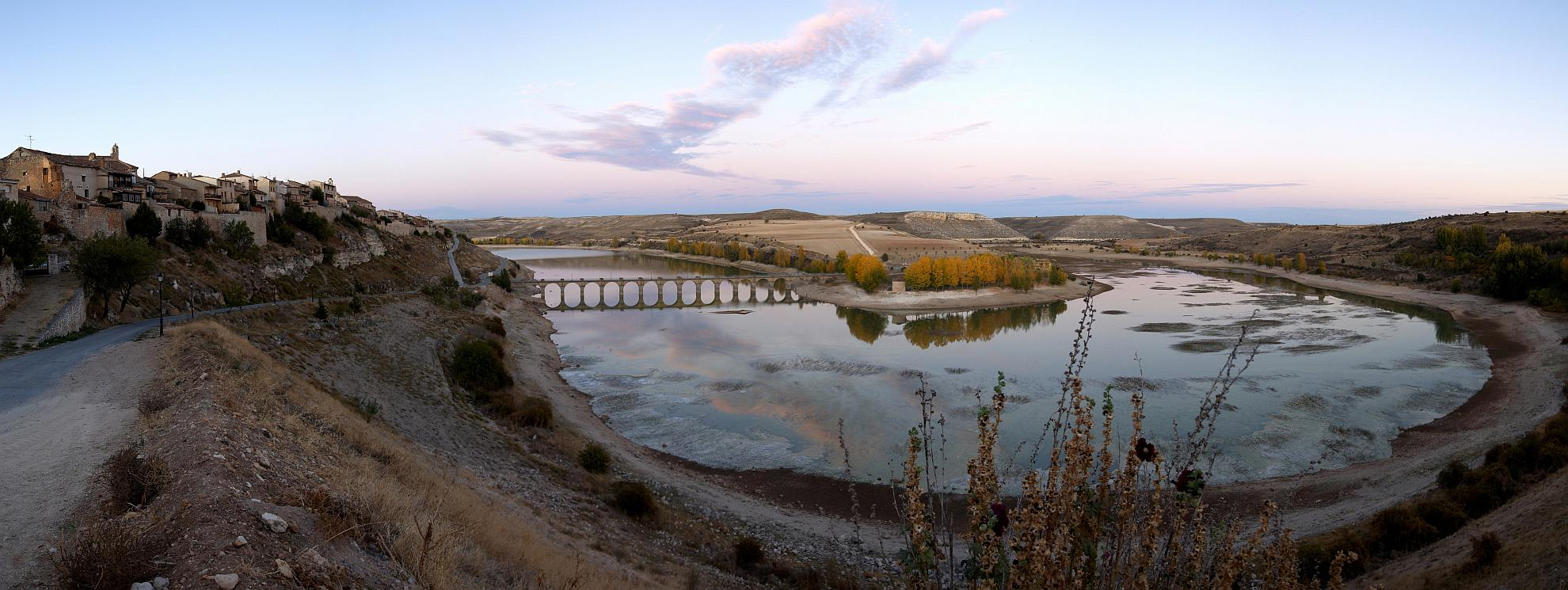
Maderuelo-Embalse de Linares